# Hanns Bolz
Hanns Bolz (født 22. januar 1885 i Aachen; død 4. juli 1918 i München) var en tysk maler, billedhugger og illustrator. Hans arbejder henregnes til ekspressionismen og kubofuturismen.
Efter at have studeret i Aachen og Köln gik Bolz 1905-08 på 'Kunstakademie Düsseldorf', hvorefter han opholdt sig tre år i Paris. Han foretog også studierejser til Madrid, London, Venedig og Oslo. Bolz blev indkaldt til 1. verdenskrig, hvor han blev gasforgiftet og delvis blind. Han døde 1918 på 'Kuranstalt Neuwittelsbach' i München som følge af sine krigsskader.
Kun en lille del af Bolz' kunstneriske arbejde har overlevet, da han i sit testamente krævede ødelæggelse af alle værker. Nogle blev dog reddet af hans venner og vist på en mindeudstilling i 1922.
| - Værker af Hanns Bolz - Æsel med kærre, 1903 - Romantisk borg, 1903 (akvarel) - Træsavværk i Zaandam, 1906 - Baghave i forstad, 1908 - Montmartre, 1910 - Kunsthandleren Alfred Flechtheim, 1910-11 - Komposition, 1912 - Kvinde med hat, 1912-13 - Lille bymøde, ml. 1910 og 1920 - Louise Straus-Ernst (de) - Sædelighedskommission: Nøgendanseren foran sædelighedskommissionen: "Brødre, glem ikke den moralske krænkelse!" |